# Ojo Amarillo
Ojo Amarillo ist ein Dorf im Nordwesten des US-Bundesstaates New Mexico im San Juan County. Es hat 829 Einwohner und eine Fläche von 4,9 km².